# Sociale markteconomie
Een sociale markteconomie (Duits:  Soziale Marktwirtschaft), ook wel sociaal kapitalisme genoemd,  is een markteconomie waarin naast het nastreven van winsten via het bedrijfsleven, ook een belangrijke rol voor de overheid is weggelegd middels een sociale politiek die geassocieerd wordt met de verzorgingsstaat. Het is een soort van middenweg tussen enerzijds een socialistisch systeem waarin de overheid een grote of zelfs centrale rol heeft in de markteconomie en anderzijds het Angelsaksisch model, waarbij de overheid een minimale rol speelt en die geassocieerd wordt met het klassiek liberalisme. Sociale markteconomie blijft gebaseerd op het principe van de vrije markt, zoals de term zelf al aangeeft, maar wel met een regulerende rol van de overheid. 

## Opkomst in Europa
De sociale markteconomie ontwikkelde zich in Europa na de Eerste Wereldoorlog als reactie op de revolutiegolf in 1917 en 1918. Vooral in de Scandinavische landen en de Benelux werden de vakbonden betrokken bij de vorming van een sociaal beleid. Wetgeving beperkte de arbeidsduur per dag en per week, en er kwamen sociale verzekeringen voor ziekte, ouderdom, invaliditeit en werkloosheid. De arbeider kreeg ontslagbescherming, en werd vertegenwoordigd in een ondernemingsraad.
De sociale markteconomie speelde na de Tweede Wereldoorlog als economisch model een hoofdrol in de Bondsrepubliek Duitsland en na de ontbinding van de COMECON ook in de Oost-Europese landen.
Artikel 3 van het Verdrag van Lissabon uit 2007 stelt voor de Europese interne markt onder andere als doel "een sociale markteconomie met een groot concurrentievermogen".